# Cathédrale de Cefalù
 (mai 2020).
Si vous disposez d'ouvrages ou d'articles de référence ou si vous connaissez des sites web de qualité traitant du thème abordé ici, merci de compléter l'article en donnant les références utiles à sa vérifiabilité et en les liant à la section « Notes et références ».
La cathédrale de Cefalù, ou basilique cathédrale de la Transfiguration, (en italien : Duomo di Cefalù, basilica cattedrale della Trasfigurazione), est une église catholique romaine située à Cefalù, importante station balnéaire de Sicile. C'est la cathédrale du diocèse de Cefalù.
La cathédrale a été commencée dans le style arabo-normand en 1131, la Sicile ayant été conquise par les Hauteville en 1091. Selon la tradition, le bâtiment a été érigé après un vœu fait au saint Sauveur par le roi de Sicile, Roger II, après qu'il eut réchappé d'une tempête sur la plage de la ville. Le bâtiment aux allures de forteresse se dresse, vu de loin, comme une énorme masse juchée au sommet de la cité médiévale. Il constitue également un puissant témoignage de la présence normande.

## Histoire
La cathédrale a été construite au pied du rocher de la Rocca, sur une large terrasse, dans une zone d'occupation ancienne et continue, comme l'attestent les vestiges d'une voie romaine et une mosaïque paléochrétienne.
La construction a commencé en 1131 : l'archevêque Hugues de Messine assiste à une cérémonie officielle le 7 juin, jour de la Pentecôte ; Anaclet II confirme le statut de cathédrale le 14 septembre,. Roger II la confie à un chapitre de chanoines réguliers augustins de l'abbaye de Santa Maria de Bagnara Calabra dont le prieur, Iocelmo, devient le premier évêque de Cefalù, et qui est placé sous l'autorité de la nouvelle cathédrale. L'hypothèse d'un projet antérieur à 1130 repris par Roger, formulé un temps par C. Valenziano n'est pas retenue.
Elle adopte un plan basilical avec coupole, qui inspirera d'ailleurs par la suite la cathédrale de Monreale. Dès l'origine, l'église semble suivre à la fois le rite latin et le rite grec.
Roger II fait évoluer le projet probablement dès 1145 pour accueillir deux sarcophages de porphyre. Chacun au centre de l'un des bras du transept, mesurant 5,38 m de long et 4,28 m en large, l'un à droite doit accueillir sa propre sépulture, l'autre, à gauche, devenir le mémorial de la fondation, ou dédié à sa femme ou à son successeur. Roger II est finalement inhumé à Palerme en 1154, dans un sarcophage de moindre qualité artistique, et les deux tombeaux vides sont transférés à ses côtés dans la cathédrale de Palerme par Frédéric II, pour accueillir la dépouille du père de ce dernier, l'empereur Henri VI, et son propre corps,.
À cette période, auraient également été installés l'autel et les deux trônes, construites les transennes de la croisée du transept, et l'ambon sous le premier arc de la nef méridionale. Le cloître s'élève aussi.
Après la mort du souverain, en 1154, les travaux s'éternisent, sans que les décisions de ses successeurs ne soient réellement connues mais probablement en deçà de l'ambition de Roger, peut-être à cause de l’édification de la chapelle palatine et de la cathédrale de Monreale.
Après 1172, l'église a subi une période de déclin et, en 1215, Frédéric II de Hohenstaufen déplaça les deux tombeaux vers la cathédrale de Palerme.
Les voûtes gothiques du chœur et la nef sont selon les auteurs datées de 1145, de l'épiscopat de Jocelmo (1196-1215) ou de 1240.
Sous l'épiscopat de Jocelmo, les Hauteville, de Roger II à Frédéric II, sont représentés sur la façade, achevée en 1240. De cette date remonte le cloitre.
La cathédrale fut consacrée en 1267 par Rodolphe de Chevrières, évêque d'Albano.
En 1472, un portique, par Ambrogio da Como, a été ajouté entre les deux tours de la façade.
La cathédrale est restaurée en 1920 (on a découvert à cette occasion les peintures islamiques du plafond de bois de la nef centrale), puis en 1971-1973.

## Description

### Architecture de l'église

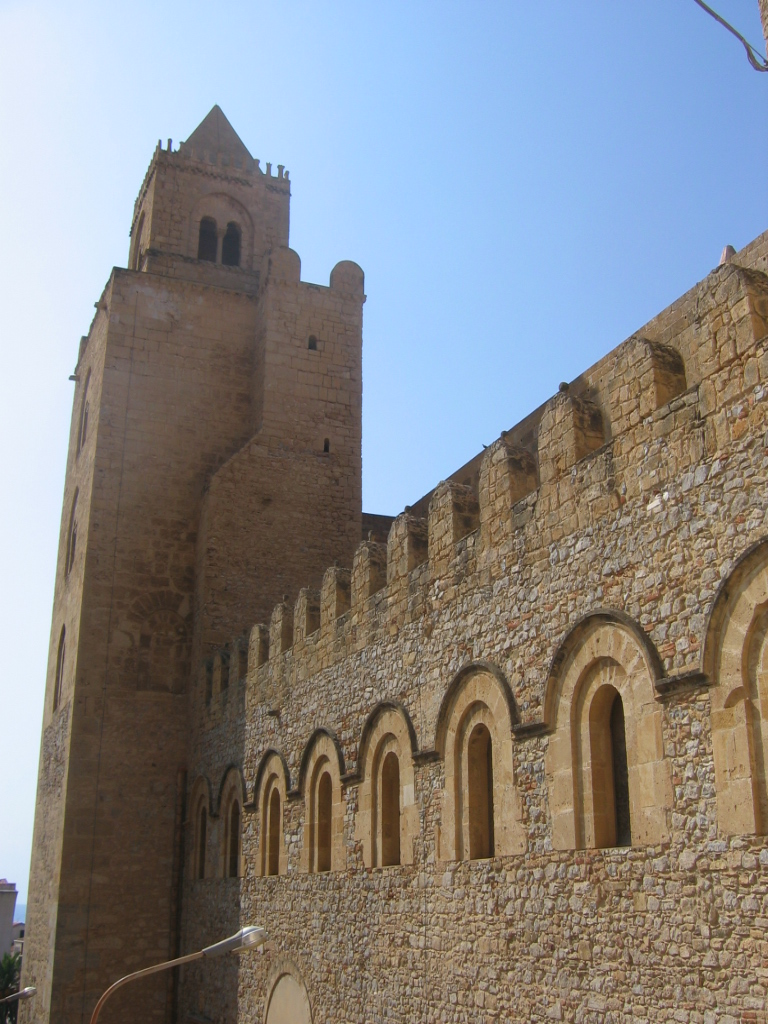
Vue de côté.

La cathédrale est précédée d'un parvis à grandes terrasses (appelé turniali), qui était à l'origine un cimetière. Selon la tradition, il a été créé avec de la terre apportée de Jérusalem, ayant la particularité de provoquer la momification rapide des cadavres[réf. nécessaire].
La construction est en tuf, en calcaire, en marbre et en granit, avec des murs principaux en pierres taillées, le reste constitué d'un blocage revêtu de plaques de pierre sur les deux faces.
La façade à couronnement horizontal est flanquée de deux grosses tours normandes, avec des fenêtres à meneaux, leur dernier étage en retrait et coiffé chacun d'un petit clocher pyramidal, ajoutés au XVe siècle. Les deux clochers sont différents : l'un est de plan carré entouré de merlons en forme de flammes, symbolisant l'autorité de la mitre papale, l'autre a un plan octogonal, avec des merlons gibelins, symbolisant le pouvoir royal et temporel.
Le portique du XVe siècle est à trois arches, les deux arches extérieures soulignées et soutenues par quatre colonnes, avec des nervures voûtées. Sous le portique s'ouvre la Regum Porta (porte des Rois), avec un portail de marbre finement décoré, flanqué de peintures murales.

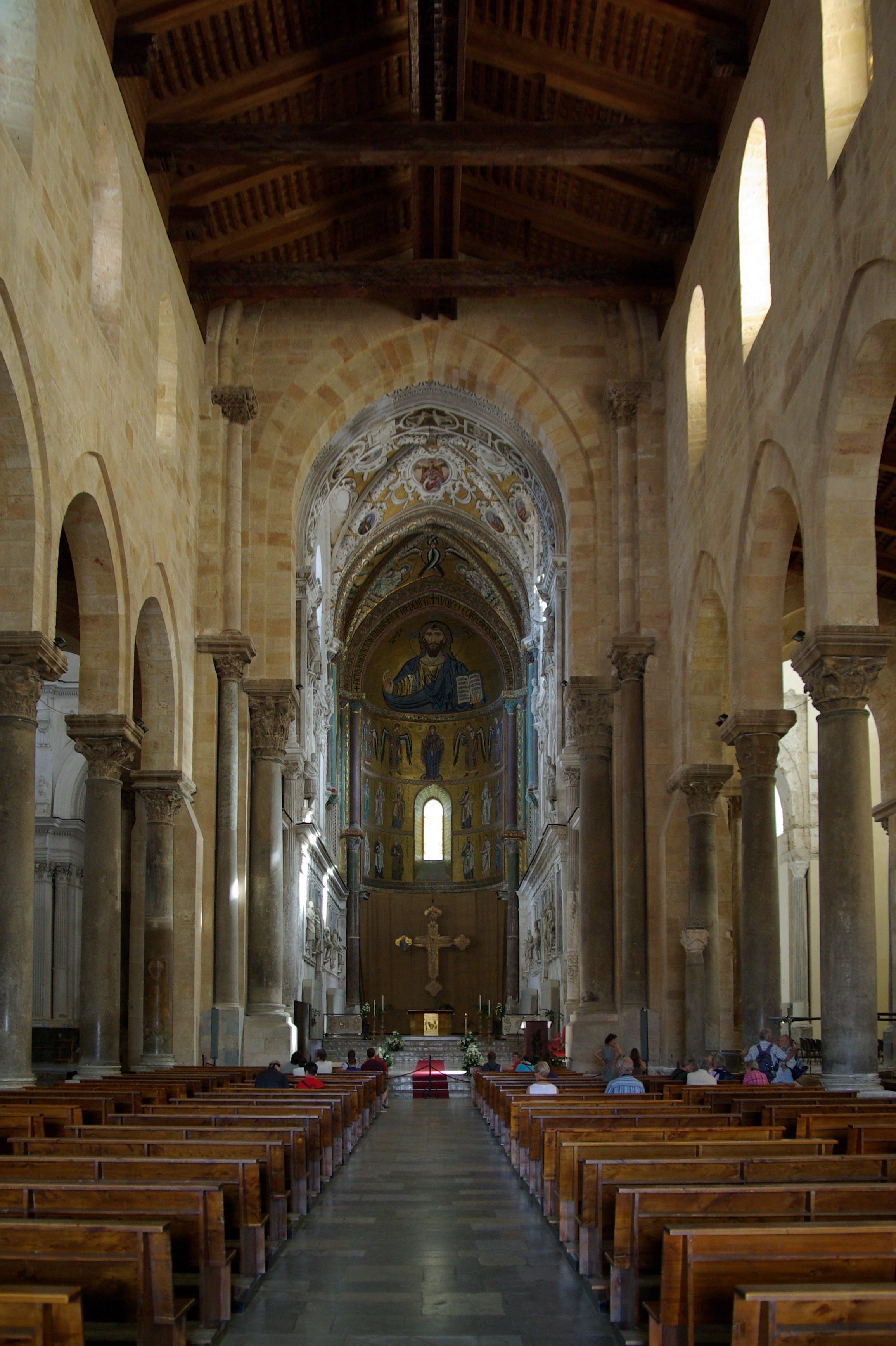
Intérieur de la cathédrale.

L'intérieur de la cathédrale a un plan basilical en croix latine, divisé en une nef principale et deux nefs latérales par des arcades de colonnes antiques : quatorze de granite rose et deux en cipolin. Les bases et chapiteaux sont du IIe siècle. Les deux grands chapiteaux soutenant l'arc triomphal de la nef ont probablement été fabriqués par un atelier des sicilienne, au milieu du XIIe siècle.
Le toit de la nef a été abaissé, comme on peut le voir de l'extérieur du bâtiment. Le transept est plus élevé que les deux nefs. Alors que certaines parties du bâtiment sont voûtées en berceau et que d'autres ont une charpente apparente, le presbytère a une voûte d'ogives en pierre.
L'église a trois absides, disposition également présente à la cathédrale de Monreale. Les deux absides latérales sont décorées à l'extérieur par des arcatures aveugles ornées de petits corbeaux en arcs outrepassés, également largement utilisés à Monreale. Les corbeaux, réalisés en 1215-1223, dépeignent des têtes d'animaux et des figures humaines contorsionnées. Les corbeaux de l'abside centrale sont plus récents. L'abside centrale avait initialement trois grandes fenêtres oculaires, qui ont ensuite été fermées pour donner de l'espace aux mosaïques, et une plus grande fenêtre centrale de forme ogivale. Deux autres paires de fenêtres circulaires sont situées aux extrémités du transept.
Les chapiteaux datent pour certains des débuts de la construction.
Ainsi, la cathédrale de Cefalù est « l'une des premières expressions du syncrétisme artistique et architectural entre l’Orient, byzantino-fâtimide et l’Occident, normanno-clunisien qu'est l'architecture normande de Sicile. ». Elle adopte majoritairement un style roman, aux formes simples et massives, influencé par l'Abbaye de Cluny, tout déployant des éléments de l'architecture normande (style des chevets et des absides, croisée d'ogives du chœur comme l'Abbaye de Lessay, arcatures entrecroisées sous la corniche extérieure, arcatures des absides, chapiteaux à godrons, claires-voies…) et une décoration musulmane (motifs peints sur le plafond) et byzantine (mosaïques dont celles des murs latéraux du chœur, datées en partie de 1148, comptent parmi les plus anciennes de la Sicile). Elle a pu être inspiré également par Suger de Saint-Denis

### Cloître
La cathédrale possède un cloître auquel on peut accéder par l'intérieur de l'église. Ses arcades sont constituées d'arcs en ogives dont chacune repose sur de minces colonnes jumelées. Bien que cette disposition ne soit pas sans rappeler certains cloîtres espagnols et français, les chapiteaux composites des colonnes jumelées sont ici nettement normande dans leurs motifs, avec des créatures comme des lions ou des aigles, face à face symétriquement, représentations zoomorphes et fantastiques, acrobates et figures humaines.

### Œuvres d'art

#### Mosaïques

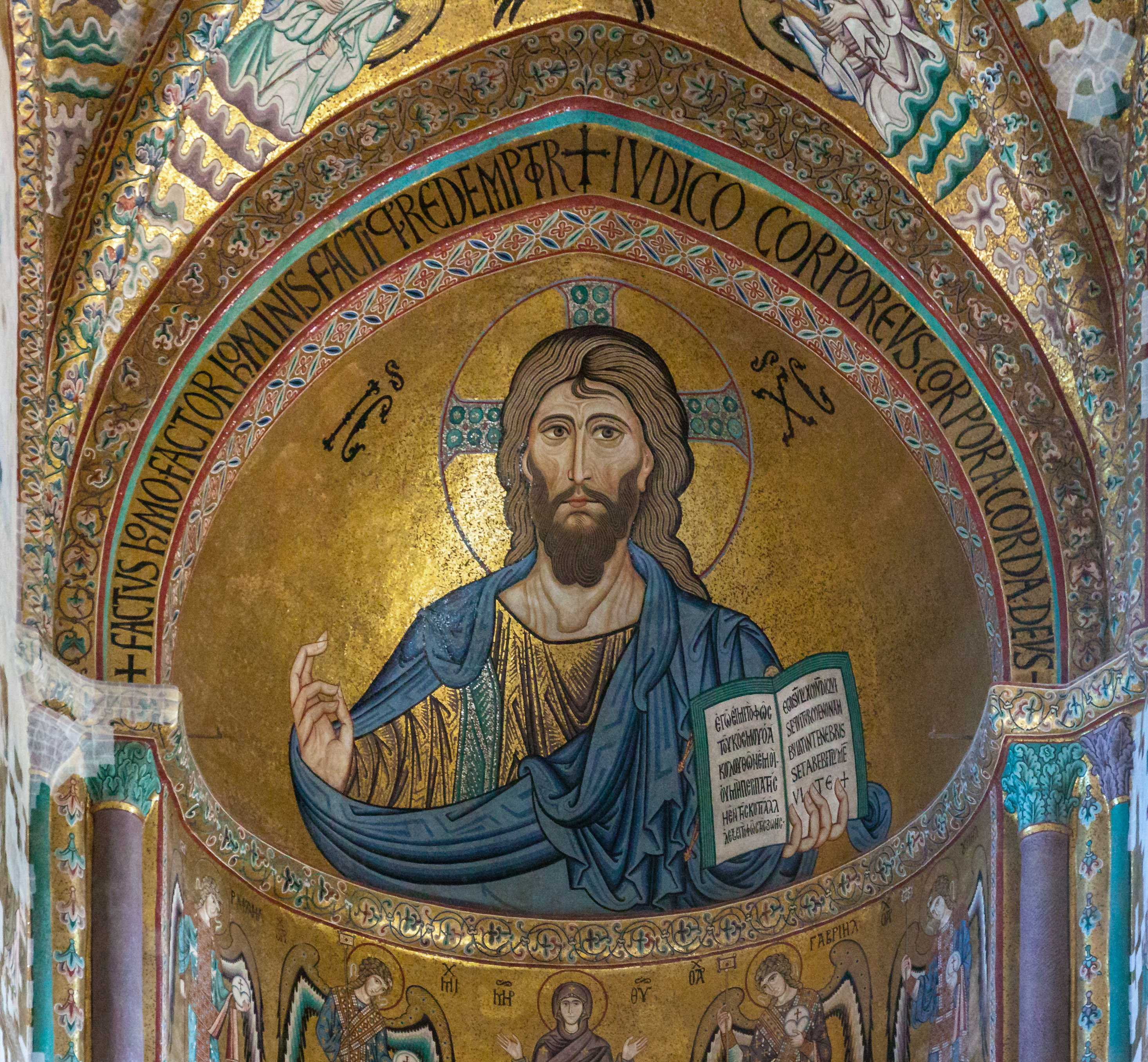
Christ Pantocrator

L'église tout entière devait probablement être décorée de mosaïques (support déjà utilisé par les Hauteville dans la cathédrale de Salerne), mais elles ne furent achevées que dans la zone du presbytère, dans l'abside principale et environ la moitié des murs latéraux. Roger II fit venir de Constantinople des maîtres dans l'art de la mosaïque, qui ont adapté leur art décoratif byzantin traditionnel à une structure architecturale venue du nord de l'Europe.
La figure dominante de l'ensemble décoratif est le Christ Pantocrator en buste sur fond d'or, portant un manteau bleu sur une tunique dorée, levant la main droite en signe de bénédiction, sur le cul-de-four de l'abside centrale. Dans sa main gauche, il tient l’Évangile de Jean, dans lequel on peut lire, en grec et en latin: « Je suis la lumière du monde, ceux qui me suivront n'erreront pas dans les ténèbres, mais auront la lumière de la vie » (Jean, 8:12). Au-dessus, sur l'extrados de l'arc marquant l'entrée de l'abside, une inscription date l'ensemble de 1148, légèrement postérieur aux Christs de la chapelle palatine et de la Martorana.

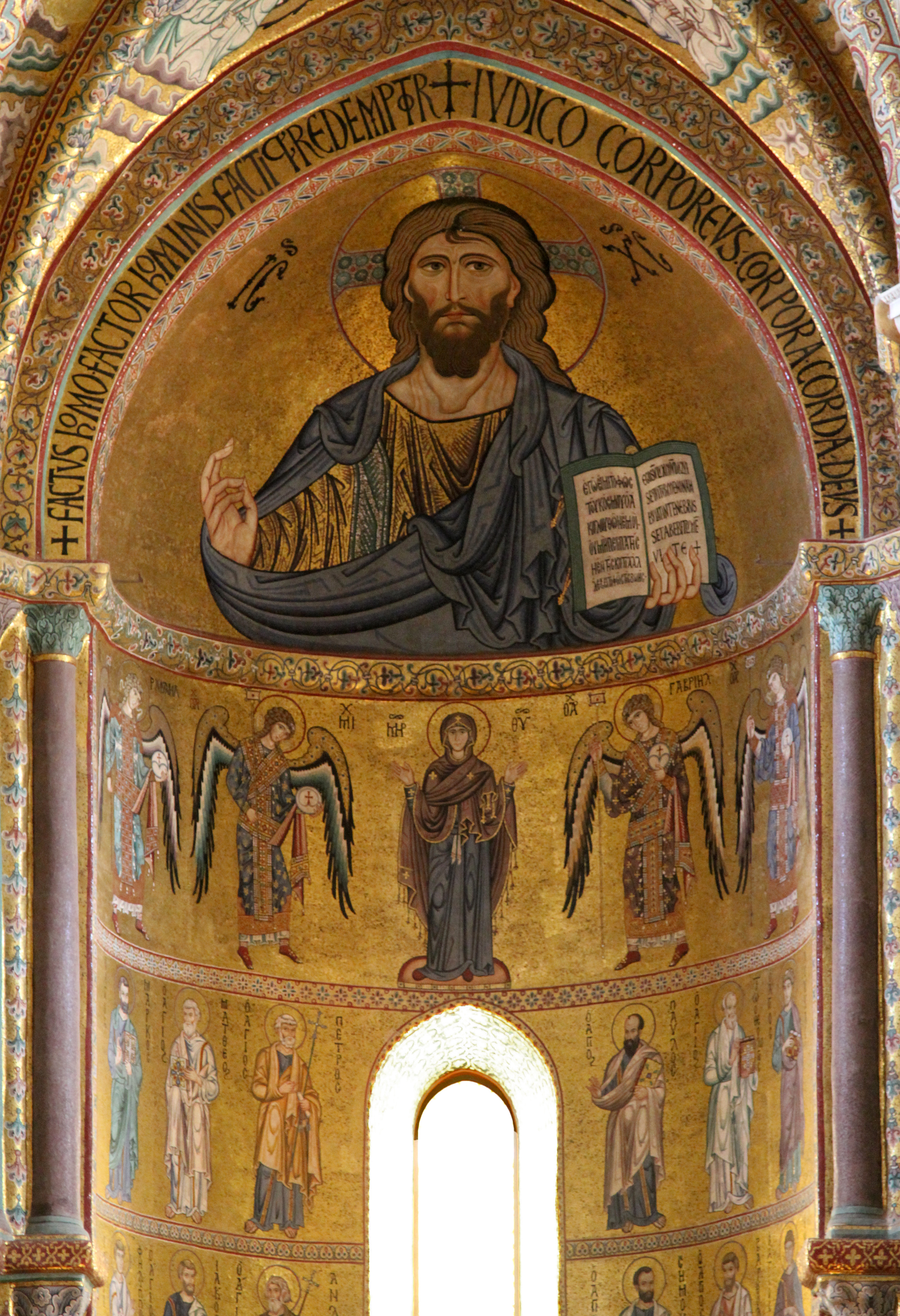
Mosaïques de l'abside : Christ Pantocrator, Vierge Marie, archanges et apôtres.

Au-dessous, la rangée supérieure du mur absidal montre une figure de la Bienheureuse Vierge Marie en orante, les mains levées en prophétie, flanquée de quatre archanges (Michel, Gabriel, Raphaël et Uriel) portant le costume impérial. Aux deuxième et troisième niveaux, de chaque côté de la fenêtre centrale, sont représentés des apôtres et les évangélistes, selon un programme iconographique byzantine « hiératique » ou « théologique » : Pierre, suivis par Matthieu et Marc à gauche ; Paul avec Jean et Luc, portant tous un codex ; au-dessous les apôtres André, Jacques et Philippe à gauche, Simon, Barthélémy et Thomas à droite.
La décoration en mosaïque se prolonge dans le presbytère avec les murs de côté montrant des figures de saints et de prophètes. Sur le mur de droite, à côté du trône royal se trouvent des figures royales, tandis que le côté gauche, à côté du trône épiscopal, porte des figures sacerdotales. Chaque figure est accompagnée d'une inscription en grec ou en latin, décrivant le personnage représenté. La décoration du plafond en voûte croisée montre quatre chérubins et quatre séraphins.
Les figures principales, celle du Christ Pantocrator et de la Vierge Marie, sont vêtues de bleu, donnant une grande luminosité sur le fond d'or. Le travail est de premier ordre, avec une grande élégance dans le drapé des vêtements et une grande sensibilité dans les visages et les gestes. On y voit généralement le meilleur exemple de mosaïque byzantine en Italie, comparable à d'autres œuvres byzantines tardives de Constantinople.
Melchisédech tenant un calice, et Abraham sont respectivement représentés dans les médaillons nord et sud sur la partie hautes de la travée précédant l'abside.
La décoration de mosaïques byzantines de l'abside a été réalisée entre 1145 et 1150. Les mosaïques de la zone supérieure du chœur datent des environs de 1160-1170 ou de 1200.
La partie inférieure et les parois latérales du presbytère n'ont été achevées qu'au XVIIe siècle, recouvrant des peintures précédentes, réduites aujourd'hui à de rares traces.
Longtemps, les spécialistes expliquent les particularismes du programme par l'adaptation du schéma iconographique traditionnel byzantin à une architecture latine, analyse peu en adéquation avec l'importance que Roger II donnait au projet de cette cathédrale. La composition serait dictée par la présence du trône royal royal dans la travée droite située en avant du chœur (J. Johnson en 1983, Eve Borsook, 1990), en application du concept de « vue royale » élaboré en 1949 par Ernst Kitzinger pour la chapelle palatine.
Les interprétations ont régulièrement évolué mais les études récentes tendent vers l'idée d'un programme iconographique religieux au profit d'un discours politique. D'un point de vue théologique, le programme évoquerait l'eucharistie et le sacrifice du Christ dans les parties supérieures de la travée droite et traiterait de l'Ascension et de la Seconde venue dans l'abside (Lazarev, 1935 ; Demus, 1949 ; J. Johnson, 1994). Politiquement, il doterait Roger II d'une double nature temporelle et spirituelle, héritier terrestre du Christ rédempteur, à la fois guide et juge de son peuple, dans la lignée d'Abraham et  des rois David et Salomon, et unificateur des Églises grecque et latine évoquées par leurs Pères (B. Brenk 1994), monarque demandant l'appui divin dans ses ambitions orientales (Sorin Ulea, 1975). Thomas Creissen propose dans cette lignée de voir dans le groupe des douze d'apôtres et d'évangélistes du registre inférieur de l'abside l'évocation de la Pentecôté, l'Esprit saint étant symbolisé par l'unique baie axiale.

#### Autres œuvres

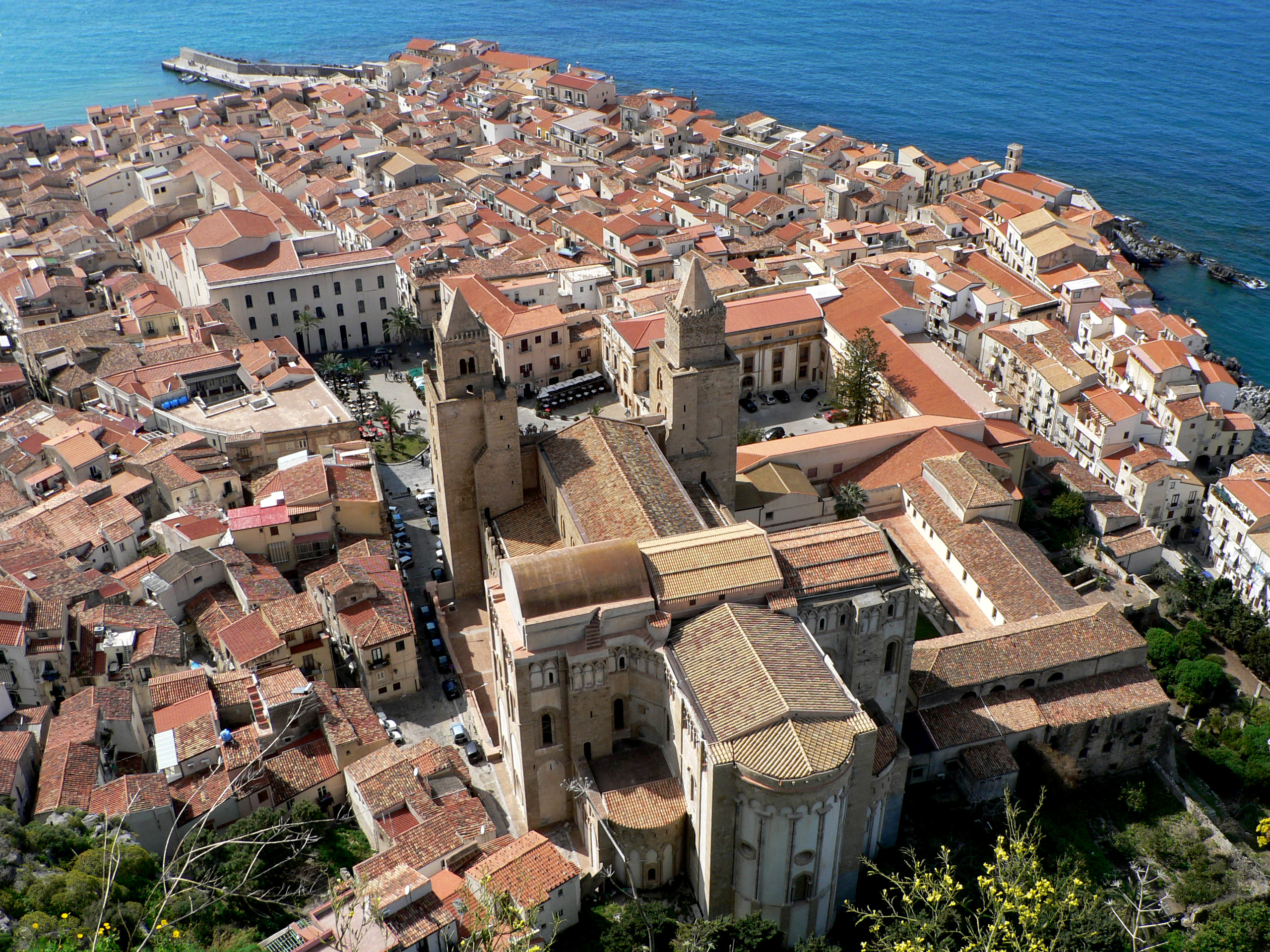
Le Dôme, vu de la Rocca di Cefalù.

De la décoration originale peinte, il reste une figure d'Urbain V de la fin du XIVe siècle, sur une colonne sur la nef gauche, et une Vierge en majesté du XVe siècle, dans le bras gauche du transept.
La basilique abrite plusieurs monuments funéraires, notamment un sarcophage antique tardif, un autre médiéval, et le célèbre tombeau de l'évêque Castelli, du XVIIIe siècle.
Les fonts baptismaux du XIIe siècle, sculptés dans un seul bloc de pierre, sont ornés de quatre petits lions sculptés. L'église abrite également une toile de la Vierge, de l'atelier d'Antonello Gagini (XVIe siècle) et une croix en bois peint, de Guglielmo da Pesaro (1468). L'orgue est un grand instrument à deux registres, avec la console détachée et les tuyaux de la montre placés au-dessus d'un meuble lambrissé.
Le plafond de la nef présente un décor peint avec des bustes, des animaux fantastiques et d'autres motifs, probablement un travail d'artisans arabes. Redécouvertes lors d'une restauration en 1920, ces peintures sont proches de celles de la Chapelle palatine de Palerme.
À partir de 1985, l'artiste de Palerme Michele Canzoneri a installé 72 vitraux abstraits, moderne et controversés, inspirés d'épisodes de l'Ancien et du Nouveau Testament.

#### Mosaïques paléochrétiennes
Des fouilles dans le quartier de la cathédrale ont mis au jour des éléments d'une mosaïque polychrome du VIe siècle. Ils dépeignent une colombe buvant, des parties de deux autres oiseaux, deux petits arbres et des fleurs en forme de lys, insérés dans un cadre aux motifs en ogives et en losanges.
La mosaïque appartenait probablement à une basilique byzantine préexistante. Cette zone a été occupée au moins jusqu'au VIIIe siècle, alors que Cefalù était un siège épiscopal.

## Protection
La cathédrale de Cefalù est reconnu Monument national en 1940 pour sa valeur historique et artistique.
En 2015, elle est inscrite au patrimoine mondial par l'UNESCO avec la Palerme arabo-normande et la cathédrale de Monreale, comme le témoignage  d'un « syncrétisme socio-culturel entre les cultures occidentales, islamique et byzantine de l’île » et « de la coexistence fructueuse de peuples d’origines et de religions diverses (musulmanes, byzantines, latines, juives, lombardes et françaises) ».

## Source
- (en) Cet article est partiellement ou en totalité issu de l’article de Wikipédia en anglais intitulé « Cefalù Cathedral » (voir la liste des auteurs).